# Portezuelo, Chile
Portezuelo este o comună din provincia Ñuble, regiunea Bío Bío, Chile, cu o populație de 4.903 locuitori (2012) și o suprafață de 282,3 km2.